# Världsmästerskapen i hastighetsåkning på skridskor 1905
Världsmästerskapen i hastighetsåkning på skridskor 1905 avgjordes under perioden 21-22 februari 1905 på Stadspark i Groningen, Nederländerna.
Regerande världsmästaren Sigurd Mathisen ställde inte upp.
Coen de Koning vann tre av fyra distanser, och blev världsmästare.

## Allroundresultat
| Placering | Åkare               | Nation        | 500 meter | 5 000 meter | 1 500 meter | 10 000 meter |
| 1         | Coen de Koning      | Nederländerna | 51.6 (2)  | 9:17.6 (1)  | 2:41.0 (1)  | 19:16.0 (1)  |
| NC2       | Martinus Lørdahl    | Norge         | 49.8 (1)  | 9:57.0 (2)  | 2:46.4 (2)  | 21:07.0 (2)  |
| NC        | Sietse van de Waard | Nederländerna | 57.6 (3)  | 11:20.4 (3) | 3:04.4 (3)  |              |
| NC        | G. Bernard          | Nederländerna | NF        | 11:45.2 (4) |             |              |

 * = Föll
NC = Utan slutplacering
NF = Slutförde ej tävlingen
NS = Startade ej
 DQ = Diskvalificerad
Source: SpeedSkatingStats.com

## Regler
Fyra distanser åktes:
- 500 meter
- 1500 meter
- 5000 meter
- 10000 meter

Dåtida regler krävde vinst på minst tre av fyra distanser för att officiellt kunna titulera sig världsmästare. Om ingen lyckades med detta, utsågs heller ingen officiell världsmästare.
Silver- och bronsmedaljer delades inte ut.

### Fotnoter
1. ↑  ”Results of the 1905 World Championship Allround Men”. SpeedSkatingStats.com. http://www.speedskatingstats.com/index.php?file=championships&g=m&type=wchall&year=1905. Läst 25 augusti 2012.